# Liste der Gedenktafeln in Berlin-Tempelhof
Die Liste der Gedenktafeln in Berlin-Tempelhof enthält die Namen, Standorte und, soweit bekannt, das Datum der Enthüllung von Gedenktafeln.
Die Liste ist nicht vollständig.

## Tempelhof
| Bild | Name                                                          | Standort                              | Datum der Enthüllung |
| ---- | ------------------------------------------------------------- | ------------------------------------- | -------------------- |
|      | Elisabeth Abegg                                               | Tempelhofer Damm 56                   |                      |
|      | Alter Park                                                    | Tempelhofer Damm 164                  |                      |
|      | Georg Graf von Arco                                           | Albrechtstraße 48–50                  |                      |
|      | Berlin Brigade                                                | Tempelhofer Damm 163                  |                      |
|      | Berliner Kapitulation                                         | Schulenburgring 2                     |                      |
|      | Berliner Luftbrücke                                           | Columbiadamm 108                      |                      |
|      | Blanke Helle                                                  | Alboinplatz 8                         |                      |
|      | Blockade und Luftbrücke                                       | Tempelhofer Damm/Platz der Luftbrücke |                      |
|      | Fritz Bräuning                                                | Manfred-von-Richthofen-Str. 77        |                      |
|      | Bronzestatue                                                  | Röblingstraße 91                      |                      |
|      | Lucius Dubignon Clay                                          | Platz der Luftbrücke 5                |                      |
|      | Columbiahaus                                                  | Columbiadamm 71                       |                      |
|      | Deutsche Lufthansa (Deutsches Reich)                          | Platz der Luftbrücke 5                |                      |
|      | Dorfkirche Tempelhof                                          | Parkstraße 5                          |                      |
|      | Eagle Square                                                  | Platz der Luftbrücke 5                |                      |
|      | Lothar Erdmann                                                | Gottlieb-Dunkel-Straße 27             |                      |
|      | Lothar Erdmann                                                | Adolf-Scheidt-Platz 3                 |                      |
|      | Flughafen Tempelhof                                           | Flugplatz Tempelhof                   |                      |
|      | Flughafen Tempelhof                                           | Platz der Luftbrücke 6                |                      |
|      | Franckepark                                                   | Albrechtstr 31                        |                      |
|      | Ernst Fraenkel                                                | Eschwegering 23                       |                      |
|      | Fußballroute Berlin, BFC Germania 1888                        | Ringbahnstraße 96                     |                      |
|      | Fußballroute Berlin, BFC Germania 1888                        | Ringbahnstraße 96                     |                      |
|      | Hafen Tempelhof, die Kräne                                    | Tempelhofer Damm 227                  |                      |
|      | Hafen Tempelhof, die Wiegestation                             | Tempelhofer Damm 227                  |                      |
|      | Walter Hämer                                                  | Gäßnerweg 55                          |                      |
|      | Historisches Wahrzeichen der Ingenieurbaukunst in Deutschland | Platz der Luftbrücke 5                |                      |
|      | Elsa Hoffmann                                                 | Manfred-von-Richthofen-Straße 167     |                      |
|      | Kaserne General-Pape-Straße                                   | Werner-Voß-Damm 62                    |                      |
|      | Kirche St. Fidelis                                            | Röblingstraße 91                      |                      |
|      | Kommunale Partner                                             | Tempelhofer Damm 163                  |                      |
|      | Albrecht Kunth                                                | Kaiserin-Augusta-Str. 19–20           |                      |
|      | KZ Columbia                                                   | Platz der Luftbrücke 5                |                      |
|      | Lehnschulzenhof                                               | Alt Tempelhof 21                      |                      |
|      | Lerm & Ludewig                                                | Ringbahnstraße 16                     |                      |
|      | Werner Loebermann                                             | Tempelhofer Damm 43                   |                      |
|      | Geschichtsparcours Papestraße                                 | Papestraße                            |                      |
|      | Friedrich Mussehl                                             | Alt-Tempelhof 26                      |                      |
|      | Nord 262                                                      | Flugplatz Tempelhof                   |                      |
|      | Operation Little Vittles                                      | Platz der Luftbrücke 5                | 12. Mai 2024         |
|      | Opfer der Luftbrücke                                          | Platz der Luftbrücke                  |                      |
|      | Parkring Neu-Tempelhof                                        | Rumeyplan 1                           |                      |
|      | Kurt Pfennig                                                  | Kurt-Pfennig-Platz                    |                      |
|      | Gertrud Rothgiesser                                           | Paradestraße 35                       | 8. September 2023    |
|      | Eugen Schmohl                                                 | Mariendorfer Damm 3                   |                      |
|      | Louise Schroeder                                              | Boelckestraße 121                     |                      |
|      | Schwerbelastungskörper                                        | General-Pape-Straße 100               |                      |
|      | Hatun Sürücü                                                  | Oberlandgarten 1                      |                      |
|      | Synagoge Neu-Tempelhof                                        | Mussehlstraße 22                      |                      |
|      | Tempelhofer Feld                                              | Flugplatz Tempelhof                   |                      |
|      | Geschichtspfad Tempelhofer Feld                               | Tempelhofer Damm                      |                      |
|      | Tempelhofer Weihnachtsbaum                                    | Tempelhofer Damm 163                  |                      |
|      | Trigonometrischer Punkt Rauenberg                             | Marienhöher Weg                       |                      |
|      | Trigonometrischer Punkt Rauenberg                             | Marienhöher Weg                       |                      |
|      | United States Air Force                                       | Tempelhofer Damm 163                  |                      |
|      | Karel Frederik Wenckebach                                     | Wenckebachstraße 23                   |                      |
|      | Rudolf Wissell                                                | Wiesenerstraße 22                     |                      |
|      | Orville Wright                                                | Columbiadamm 8                        |                      |